# Konwój SC-7
SC-7 – aliancki konwój morski podczas II wojny światowej, płynący z Sydney (Nowa Szkocja) do Liverpoolu i innych brytyjskich portów. Konwój 35 statków handlowych wypłynął 5 października 1940 roku, na trasie został zaatakowany przez niemieckie „wilcze stado” U-Bootów. Na skutek ataków zatopiono 20 statków handlowych. Taktyka „wilczych stad” okazała się bardzo skuteczna, natomiast eskorta konwoju była nieprzygotowana do zwalczania U-Bootów.

## Statki konwoju
Powolny konwój SC-7 opuścił Sydney w Nowej Szkocji 5 października 1940 r. zmierzając do Liverpoolu i innych brytyjskich portów. Konwój płynął z prędkością około 8 węzłów, ale niektóre statki nie osiągały nawet takiej prędkości. Konwój złożony był z małych, starych statków przewożących towary masowe. Większość ładunku została wyprodukowana na wschodnim wybrzeżu Kanady. Przewożono między innymi: stojaki kopalniane z zachodniego Nowego Brunszwiku do brytyjskich kopalni węgla, drzewo, zboże z Wielkich Jezior, stal z fabryk Sydney oraz rudę żelaza z Nowej Fundlandii przeznaczoną do hut w Walii. Największym statkiem konwoju był tankowiec SS „Languedoc” (9512 BRT) należący do brytyjskiej Admiralicji, który przewoził paliwo dla Royal Navy. 
Większość statków w konwoju była brytyjskich, ale brały w nim też udział jednostki greckie, szwedzkie, norweskie i duńskie. Dowódcą konwoju (komodorem) był wiceadmirał L.D.I. Mackinnon, emerytowany oficer marynarki wojennej, płynący na brytyjskim statku SS „Assyrian” (2962 BRT). 
Slup HMS „Scarborough” był jedyną jednostką eskortującą konwój przez pierwsze 3/4 trasy. W 1940 r. nie było żadnej ochrony lotnictwa dla alianckich statków na Oceanie Atlantyckim po opuszczeniu strefy przybrzeżnej. 

## Pierwszy atak
Konwój wypłynął w niedzielę; już pierwszego dnia SS „Winona” uległ uszkodzeniu i musiał powrócić.
Z powodu złej pogody 11 października kilka statków oddzieliło się od konwoju i płynęło samotnie. Jednym z nich był SS „Trevisa”, mały kanadyjski jeziorowiec o tonażu 1813 BRT z ładunkiem drewna. Został on zauważony przez U-124 i zatopiony 16 października. Kolejny statek, grecki frachtowiec SS „Aenos” został wypatrzony przez U-38 i zatopiony 17 października; jeziorowiec SS „Eaglescliff Hall” uniknął tego losu i zdołał uratować rozbitków z „Aenos”.
17 października, gdy konwój osiągnął zachodnie podejścia do Wielkiej Brytanii, eskorta została zwiększona o dwa okręty: slup HMS „Fowey” i nową korwetę HMS „Bluebell”. Tego samego dnia U-48 zaatakował konwój, zatapiając dwa statki, w tym zbiornikowiec „Languedoc”. HMS „Scarborough” bezskutecznie kontratakował i U-48 zdołał bezpiecznie się oddalić. 
18 października do konwoju SC-7 dołączyły okręty: slup HMS „Leith” i korweta HMS „Heartsease”. U-38 zauważył konwój i zaatakował SS „Carsbreck” poważnie go uszkadzając. „Leith” i „Heartsease” zdołały odpędzić U-38; „Heartsease” odłączył się od konwoju, aby bezpiecznie eskortować „Carsbreck” do portu przeznaczenia, jednocześnie osłabiając eskortę konwoju.

## Noc U-Bootów
W nocy z 18 na 19 października pięć U-Bootów rozpoczęło skoncentrowany atak. Były to: U-46, U-99, U-100, U-101 i U-123. Atak był koordynowany z Lorient przez admirała Karla Dönitza i jego personel.
Pierwszą ofiarą „wilczego stada” był SS „Creekirk” przewożący rudę żelaza do Cardiff w Walii. Zatonął, zabierając ze sobą wszystkich 36 członków załogi. Następnie tamtej nocy zatonęły SS „Empire Brigand” razem z ładunkiem ciężarówek i 6 członkami załogi oraz SS „Fiscus” przewożący stal; uratował się tylko jeden członek z 39-osobowej załogi. Zatopiony został również SS „Assyrian” – statek dowódcy konwoju razem z 17 członkami załogi (admirał Mackinnon został uratowany). W sumie w ciągu 6 godzin U-Booty zatopiły 16 statków handlowych.
Eskorta była niezdolna do przeszkodzenia U-Bootom, jej działanie było nieefektywne i nieskoordynowane. Większość czasu poświęciła na ratowanie rozbitków.

## Następstwa bitwy
19 października eskorta zajmowała się głównie wyławianiem pozostałych przy życiu rozbitków oraz przeformowaniem konwoju. HMS „Fowey” razem z 8 statkami obrał kierunek na Clyde, dokąd przybył kilka dni później. HMS „Scarborough” opłynął miejsce stoczonej nocnej bitwy, znalazł wraki statków, jednak żadnych rozbitków. HMS „Leith” spotkał się z HMS „Heartsease”, który wciąż eksportował uszkodzony „Carsbreck”. Obrały kierunek na Gourock, a po drodze przyłączyły się do nich kolejne dwa statki. HMS „Bluebell” razem z 200 rozbitkami na pokładzie udał się bezpośrednio do Clyde, przybył tam 20 października.
Konwój SC-7 stracił 20 z 35 statków, łączna pojemność zatopionych statków wynosił 79 592 BRT.

## Czarne dni
19 października do wybrzeży Wielkiej Brytanii dotarł konwój HX-79, był to nowy cel U-Bootów. Tej nocy zatopiły 12 statków z konwoju nie ponosząc przy tym żadnych strat własnych. Strata 28 statków w ciągu 48 godzin uczyniła dni 18 i 19 października najgorszymi dla aliantów w całej kampanii atlantyckiej. 

## Wnioski
SC-7 był drugim konwojem zaatakowanym przez „wilcze stado”; taktyka zorganizowanego i skoordynowanego ataku U-Bootów przyniosła druzgocące zwycięstwo. Działania eskorty były nieskoordynowane, przez co była ona nieefektywna. Okręty nie pracowały razem, nie posiadały wspólnego planu działania.